# August Fredin

August Fredin (stående) tillsammans med spelmannen Lars Johan Sundell på Skansen.

Olof Niklas August Fredin, född 12 augusti 1853 på gården Flors i Burs socken på sydöstra Gotland, död 11 oktober 1946 i Loftahammars församling, Kalmar län, var en svensk organist, kantor, folkskollärare och folkmusikupptecknare. 

## Biografi
August Fredin var son till den kände spelmannen Nils Mårtensson Fredin (1823–1907), känd som "Florsen i Burs" och Elisabet Olofsdotter (1821–1897).
Fredin kom under sin barndom dagligen i kontakt med musiken, antingen genom modern som sjöng visor, eller genom fadern som spelade fiol. Fadern hade även många elever i spelmanslära. August Fredin har själv sagt att han då han var sex-sju år gammal kunde "sjunga de flästa av min mors visor ock på fiol spela nästa alla min fars melodier".
Från det att han var tio år följde August Fredin sin far på olika tillställningar, sammanlagt 300–400 bondbröllop och mängder av kalas, lekstugor och baler. När han var arton år gammal, 1871, avbröt August Fredin den begynnande spelmanskarriären för att studera till folkskollärare i Linköping. Han kommenterade händelsen på följande vis: "Sedan mitt 18:de år har jag ej uppträtt som spelman vid danstillställningar, utom blott spelat i slutna sällskap eller för att illustrera mina föredrag om gotländsk musik".
Sin första anställning som folkskollärare fick Fredin 1874 i Linde socken, strax norr om Hemse på södra Gotland. Socknen var belägen inte mer än dryga milen från föräldrahemmet. Vid denna tidpunkt började Fredin även att återbesöka de spelmansmiljöer han hade kommit i kontakt med under tidigare levnadsår. Syftet var emellertid inte att uppträda som spelman, utan istället att dokumentera. Föräldrarnas kontakt med öns musikliv blev här en stor tillgång, då familjens alla spelkamrater besatt stor kunskap om de låtar som spelades. Genom Fredins gärning kunde de musikstycken som tidigare endast funnits i gehör nu nedskrivas på notblad.
Under åren 1875–1876 genomfördes täta besök i föräldrahemmet och ett hundratal visor och låtar dokumenterades. En lektor i Visby, Mattias "Masse" Klintberg, uppmuntrade Fredins gärning och lät 1880 publicera 73 polskor och högtidsstycken. Stärkt av denna uppmuntran fortsatte Fredin sin dokumentation. Vid år 1890 hade samlingen växt till 350 nedtecknade stycken.
År 1893 begav sig Fredin till Uppsala för att läsa en sommarkurs på universitetet. Där fick han kontakt med professor J. A. Lundell, som var redaktör för tidskriften Svenska Landsmål. Fredin uppmanades att skicka Lundell ett prov på sin dokumentation, för en eventuell publicering. Kring jul samma år skickades inte mindre än 200 nummer till Lundell. Fredin uppmanades att fortsätta sin dokumentation och 1894 hade samlingen växt till 400 låtar och vid sekelskiftet till 727.
Fredin var verksam som folkskollärare i Linde fram till 1902, varefter han flyttade till Loftahammar. Väl där fortsatte han att arbeta som folkskollärare, men arbetade även som kantor. Mellan åren 1909 och 1932 publicerades många av Fredins dokumenterade låtar i Svenska Landsmål. År 1933 sammanställdes dokumentationen och utgavs i bokformat under namnet Gotlandstoner.
August Fredin spelades tillsammans med spelkamraten Lars Johan Sundell (kallad "Lasse i Svarven" på 1910-talet in på fonografcylinder av etnografen Yngve Laurell. Inspelningarna har återutgetts på flera skivor, bland annat utgåvan Äldre svenska spelmän utgiven av Caprice Records.
August Fredin avled 1946.

## Nutida koppling
Bland samtida spelmän som spelar Fredins låtar återfinns bland andra Pelle Björnlert, Bengt Löfberg, Erik Pekkari och Johan Hedin.
Gotlandstoner blev under tidigt 2000-tal digitaliserad av Erik Ronström och Clara Andermo.